# Omayra Sánchez
"Tragedy of Omayra Sanchez" este o fotografie realizată de fotojurnalistul Frank Fourier chiar înainte ca fetița Omayra Sanchez să moară, în anul 1985, în urma erupției vulcanului Nevado.

## Omayra Sanchez
Omayra era o fetiță de doar 13 ani care trăia alături de părinții ei, fratele său și unchiul în Armero, Columbia. În momentul dezastrului mama sa era plecată în Bogota într-o călătorie de afaceri. Pe 12 noiembrie 1985 vulcanul Nevado del Ruiz a erupt. Omayra și familia sa s-au trezit în miezul nopții și au auzit fluidul vulcanic cum o lua în direcția lor. În timpul procesului de evacuare înspre cel mai apropiat munte, bunicul fetiței a căzut înt-o gaură. Omayra însăși a fost prinsă între dărâmăturile propriei case, iar lava a imobilizat-o într-un fel de puț, o groapă de unde nu i-au mai rămas afară decât capul și brațele. Amestecul de lavă, noroi, resturi de lemn s-a solidificat, astfel încât atunci când au sosit echipele de intervenție, Omayra era ca și zidită de la mijloc în jos. Aceștia au încercat să o elibereze în diverse moduri, dar nimeni nu și-a dat seama că fetita avea nevoie de o simplă motopompă. Autoritățile au plecat promițând ca vor reveni cu echipamente de care aveau nevoie.

## Tragedie transformată în subiect jurnalistic
Fetița a așteptat să fie salvată 3 zile în apa care îi ajungea la nivelul gâtului. Între timp, televiziunea columbiană a ajuns la locul dezastrului și au început să filmeze oamenii afectați și în mod special pe Omayra. Tot după ceva timp au ajuns și mai mulți jurnaliști de la posturile de televiziune columbiene, fotografi și mai mulți medici. Toți aceștia nu au putut face altceva decât să o ajute pe fetiță să reziste cu încurajări și cu încercarea de a-I oferi puțin confort, absolut imposibil în situația în care aceasta se afișa. Frank Fournier este fotograful care a surprins-o pe micuța columbiană în această ipostază dramatică și a fotografiat-o inclusiv în momentul în care trecea în neființă. Fotografia sa capturată chiar înaintea morții sale, denumită ulterior “Tragedy of Omayra Sanchez “, a câștigat premiul Pulitzer la categoria fotojurnalism.

## Moartea în direct
Jurnaliști de la o televiziune columbiană s-au strâns în jurul ei și au filmat încontinuu, astfel s-a transmis pentru prima dată moartea unui om în direct. Totuși aceștia nu mai doresc să vorbească despre acest eveniment având o jenă imensă din cauză că au filmat-o pe micuță fără însă a o putea salva. Fetița se plângea mai mult în ultimele ei clipe de faptul că nu a mai apucat să meargă la școală. „Trebuie să mă scoateți de urgență de aici pentru că deja sunt două zile de când nu m-am mai dus la școală și am rămas în urmă cu temele...”, spunea fata. Filmarea care a fost transmisă în direct în întreaga lume o surprindea pe fată într-un moment critic. Era foarte clar că aceasta nu mai putea fi salvată, apa îi ajungea până la bărbie și cu un glas stins aceasta a transmis mamei sale, tatălui și fraților cât de mult îi iubește și își lua chiar rămas bun de la aceștia.
Ceea ce avea să urmeze s-a întâmplat. Autoritățile nu au putut interveni în timp util, iar decesul micuței s-a produs din cauza hipotermiei.

## Fotojurnalistul se justifică
Fournier a încercat să explice de ce a realizat fotografia și spune că „atunci când am descoperit-o, pe la 6,30 dimineața, ea fusese deja filmată de televiziunea columbiană. Mi-a surâs. Am incercat sa fac treaba cât mai simplu posibil, să spun o poveste, să traduc o violență. De trei ori am vrut să opresc totul”. oamenii nu ar fi dat importanta catastrofei din Columbia, nu ar fi avut dimensiunea mortii a 20.000 de oameni si nu ar fi pus problema metodelor prin care autoritatile de la Bogota au gestionat criza (se pare că se știa încă). Această întâmplare a marcat un moment de cotitură în istoria presei. Chiar dacă fotograful Frank Fournier a insistat să sublinieze că fără fotografia lui nimănui nu i-ar fi păsat de această moarte, oamenii nu ar fi dat importanță catastrofei din Columbia și nu ar fi pus problema metodelor prin care autoritățile de la Bogota au gestionat criza, nimic nu avea cum să justifice fotografierea sau filmarea în direct a unei persoane care moare. Fotograful a mai spus că a ales să trimită fotografia agenției lui ca să arate lumii întregi că fetița putea fi salvată, dacă autoritățile s-ar fi mobilizat mai repede.

## Critici
Pe un site celebru  Arhivat în 12 ianuarie 2009, la Wayback Machine. unde este postată atât fotografia cât și filmarea cu Omayra, oamenii din întreaga lume au început să dezbată subiectul. Unii au criticat întru totul pe cel care a fotografiat-o, precum și pe cei care au fost în stare să afișeze astfel de imagini pe post. Critici peste critici fondate pe afirmația că fotograful și nu numai au făcut orice numai ca să obțină un subiect. Audiența este pe primul loc și alteceva nu mai contează.

## Părerea sociologilor
Sociologilor le-a fost cerută și lor părerea și au spus că oamenii nu sunt simple "icoane ale durerii" în astfel de momente, ci au emoții, sentimente și dreptul la demnitate și că astfel de fotografii și filmări nu ar fi trebuit să fie difuzate. Nu e ca și cum ai arăta lumii o simplă pictură la capătul căruia nu stă întotdeauna un fapt real, ci cazul acesta chiar a existat și lumea a abuzat că se aflau la fața locului și acest lucru le-a dat un motiv în plus să realizeze o poveste de senzație care să înconjoare întreaga lume până și în zilele noastre.